# Le donne letterate
Le donne letterate è un'opera in tre atti di Antonio Salieri. Il libretto fu scritto da Giovanni Gastone Boccherini, ballerino e poeta oltre che librettista, fratello del compositore Luigi Boccherini, che si ispirò alla commedia Les femmes savantes di Molière. La prima rappresentazione ebbe luogo al Burgtheater di Vienna il 10 gennaio 1770.
Il libretto era stato inizialmente pensato per il compositore Florian Leopold Gassmann, che aveva conosciuto a Venezia il giovane Salieri e lo aveva condotto con sé a Vienna. Si tratta della prima opera di Salieri ad avere avuto una rappresentazione pubblica. Il lavoro fu probabilmente ripreso una sola volta a Praga nel 1773. Non sono note rappresentazioni moderne o incisioni discografiche.
Il ruolo di Artemia nella première fu sostenuto da Clementina Baglioni. Gli altri protagonisti non sono noti con certezza, probabilmente tra gli interpreti vi erano il tenore Caribaldi nel ruolo di Vertigine, il basso Carattoli nel ruolo di Baggeo e il basso Poggi come Trimètro o Filberto.
Le donne letterate, pur presentando molti tratti tipici dell'opera buffa della seconda metà del Settecento, anticipa alcune caratteristiche dello stile delle opere successive di Salieri.

## Trama
La vicenda si svolge a Napoli, nella casa di Baggeo.
Artemia, moglie del ricco e sciocco Baggeo, ed Elvira, sorella di Artemia, sono due presuntuose amanti della letteratura e della scienza. Artemia vorrebbe che Baggeo, già avanti con gli anni, si laureasse. Baggeo è il tutore di Corilla, che è innamorata, ricambiata, di Prudenzio, fratello dello stesso Baggeo. Artemia ed Elvira vorrebbero però che lo sposo di Corilla fosse scelto tra Vertigine e Trimètro, due letterati. Il precettore di Corilla, Filberto, è al corrente dell'amore tra Corilla e Prudenzio, e cerca di favorirlo.
Artemia ed Elvira scelgono Vertigine come marito per Corilla, che però lo rifiuta. La scelta delle donne suscita il risentimento di Trimètro, che si adopera per fare in modo che il rivale non possa sposare Corilla. A fare le spese di queste  rivalità amorose è Baggeo: per ben due volte viene organizzata in casa sua una finta seduta di laurea, ed egli fa sempre la figura dell'ignorante. La seconda volta la messinscena si interrompe con l'arrivo di alcuni sbirri e di un commissario condotti da Prudenzio. Il commissario reca l'ordine che sia tolto a Baggeo il tutorato su Corilla, e che venga assegnato a Prudenzio. Corilla è così libera di scegliere il marito che più le aggrada.